# Jaime Lomelín
Jaime Lomelín Alday (nacido en Irapuato, Guanajuato, México), fue un futbolista que jugaba en la posición de delantero. Oriundo de Irapuato, Guanajuato, se dio a conocer futbolísticamente defendiendo a la Selección de Sinaloa, en una competencia nacional. Por sus enormes dotes de goleador en la temporada 1956-57, fue contratado para defender la casaca albiverde del Club Deportivo Nacional en la Segunda división mexicana.
En el año de 1958, cuando se jugaba la competencia por la Copa Oro de Occidente, debutó con los colores auriazules del Club Deportivo Oro, el domingo 24 de abril de 1958, cotejándose Oro contra Atlas; enfrentamiento que se empató a tres tantos, tocando abrir el marcador a Jaime Lomelín, en el minuto 8, las otras dos anotaciones fueron del argentino Ángel Pizorno.
Tiempo después regresó a su natal Irapuato para defender los colores del once Club Deportivo Irapuato, terminando su carrera como futbolista enfundado en la casaca del Club Celaya y después la del Cruz Azul.
Murió el 18 de octubre de 1998 víctima de cáncer.
- Datos: Q5925160